# Coniopteryx parrasi
Coniopteryx parrasi är en insektsart som beskrevs av Monserrat 1998. Coniopteryx parrasi ingår i släktet Coniopteryx och familjen vaxsländor. Inga underarter finns listade i Catalogue of Life.